# Weirton
Weirton és una població dels Estats Units a l'estat de Virgínia de l'Oest. Segons el cens del 2008 tenia 18.748 habitants.

## Demografia
Segons el cens del 2000, Weirton tenia 20.411 habitants, 8.958 habitatges, i 5.885 famílies. La densitat de població era de 441 habitants per km².
Dels 8.958 habitatges en un 23,8% hi vivien nens de menys de 18 anys, en un 51,4% hi vivien parelles casades, en un 10,6% dones solteres, i en un 34,3% no eren unitats familiars. En el 30,8% dels habitatges hi vivien persones soles el 15,9% de les quals corresponia a persones de 65 anys o més que vivien soles. El nombre mitjà de persones vivint en cada habitatge era de 2,25 i el nombre mitjà de persones que vivien en cada família era de 2,79.
Per edats la població es repartia de la següent manera: un 19,2% tenia menys de 18 anys, un 6,6% entre 18 i 24, un 26,5% entre 25 i 44, un 25,4% de 45 a 60 i un 22,3% 65 anys o més.
L'edat mediana era de 44 anys. Per cada 100 dones de 18 o més anys hi havia 85,6 homes.
La renda mediana per habitatge era de 35.212 $ i la renda mediana per família de 42.466 $. Els homes tenien una renda mediana de 37.129 $ mentre que les dones 19.745 $. La renda per capita de la població era de 18.853 $. Entorn del 8% de les famílies i el 10,3% de la població estaven per davall del llindar de pobresa.

## Poblacions més properes
El següent diagrama mostra les poblacions més properes.